# 21062 Iasky
Iasky (asteróide 21062) é um asteróide da cintura principal, a 2,9282588 UA. Possui uma excentricidade de 0,0381729 e um período orbital de 1 940,29 dias (5,32 anos).
Iasky tem uma velocidade orbital média de 17,07011751 km/s e uma inclinação de 23,57381º.
Este asteróide foi descoberto em 13 de Maio de 1991 por Carolyn Shoemaker, Eugene Shoemaker.